# Atresia

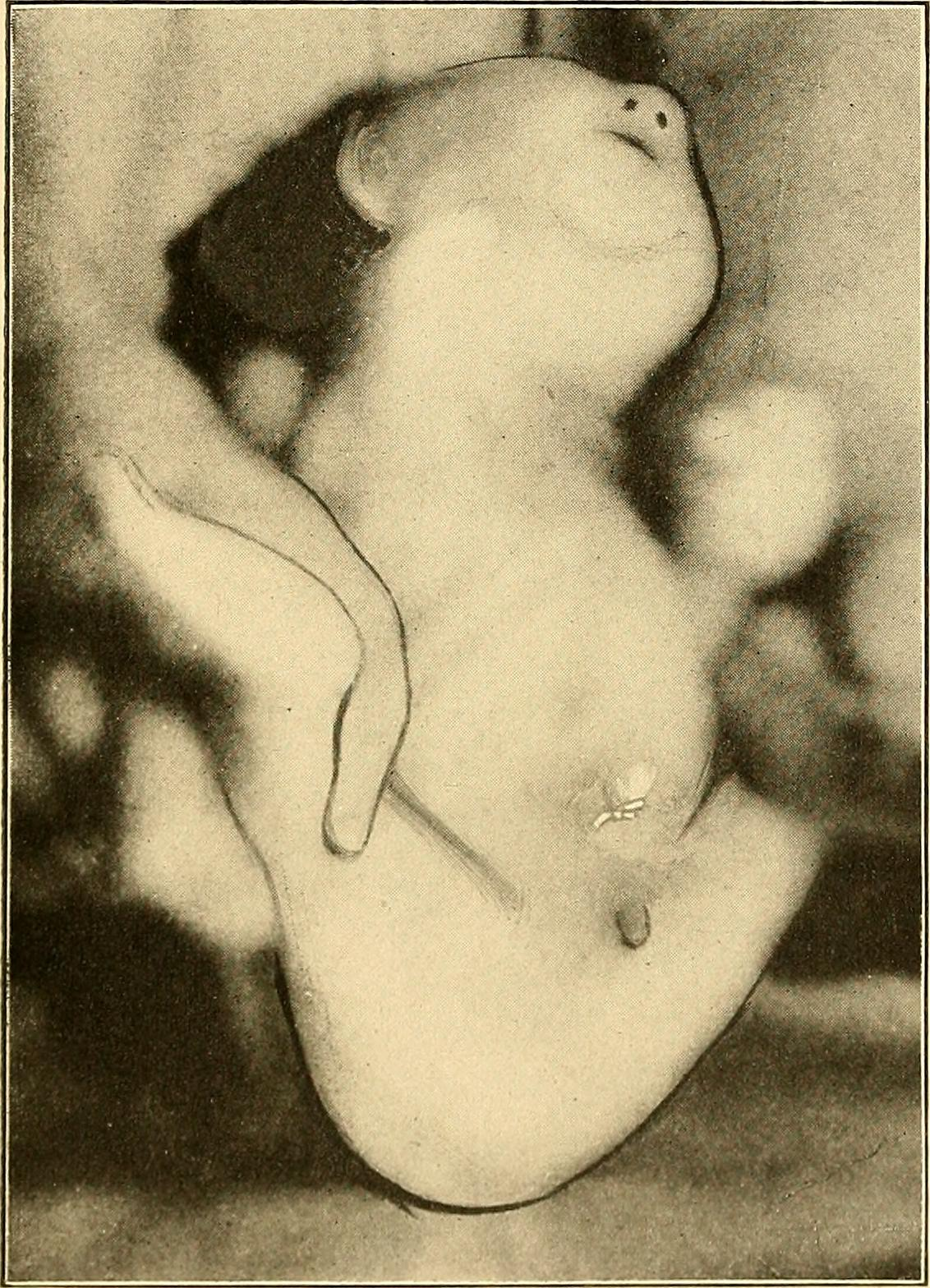
Ausencia congénita del escroto y su contenido, ano y recto.

Atresia es la falta de perforación o la presencia de oclusión de un orificio o conducto normal del cuerpo de un animal.
Podemos llamar atresia también al proceso de degeneración o muerte programada (apoptosis) propia de las células en cualquier fase de la foliculogénesis.
Casi todas las atresias son congénitas, siendo las más importantes:
- atresia anorrectal
- atresia biliar
- atresia aórtica
- atresia vaginal
- atresia pulmonar
- atresia maxilar
- atresia tricúspide
- atresia esofágica[2]